# André Picot (chimiste)
Pour les articles homonymes, voir Picot et André Picot (romancier).
André Picot, né le 17 mai 1937 à Paris et mort le 18 janvier 2023 à Poissy,,, est un chimiste et toxico-chimiste français.

## Biographie
André Picot  est ingénieur chimiste et biochimiste, diplômé du Conservatoire national des arts et métiers en 1970 et, en 1975, docteur en sciences physiques de l'université Paris-Sud, à Orsay, en France. Il est devenu toxico-chimiste et écotoxicochimiste. 
Il a été ingénieur de recherche au CNRS de 1963 à 1976, chercheur de 1976 à 1986, puis directeur de recherche au CNRS de 1986 à 2004, à l'Institut de chimie des substances naturelles (ICSN), à Gif-sur-Yvette. 
Il est directeur honoraire au CNRS, expert français auprès de la Commission européenne pour les produits chimiques et président de l'Association Toxicologie Chimie (ATC), créée par lui-même.

## Publications
- Sécurité et prévention des risques en laboratoire de chimie et de biologie, avec Jean Ducret, Lavoisier, 2013.
- Les vrais dangers du gaz de schiste, avec Danièle Favari et Marc Durand, Éditions Sang de la Terre, 2013.
- Écotoxicochimie appliquée aux hydrocarbures, avec Frédéric Montandon, Christelle Pons, Gérard Keck et Josiane Guéry, préface de François Ramade, Paris, Lavoisier, 2013.
- La vache folle : les risques pour l'homme, avec Jean-Philippe Deslys, Paris, Flammarion, 2001.
- Safety in the chemistry and biochemistry laboratory, avec Philippe Grenouillet, édité par Andrew Prokopetz et Douglas Walters, traduction par Robert Dodd, New York, Wiley, 1995.
- Les risques chimiques, physicochimiques et toxiques : approche toxicochimique, Strasbourg, CNRS, 1995.
- Mécanismes de reconnaissance moléculaire, avec Michel Delaage, Paris, Tec & Doc, 1989.
- Risque chimique en laboratoire, Strasbourg, INSERM, 1988.
- La sécurité en laboratoire de chimie et de biochimie, avec Philippe Grenouillet et Marie-José Archieri, préface de Derek Barton, Lavoisier, 1988.